# Марион (Луизијана)
Марион (енгл. Marion) град је у америчкој савезној држави Луизијана.

## Демографија
По попису из 2010. године број становника је 765, што је 41 (-5,1%) становника мање него 2000. године.
| Група             | 2000.       | 2010.       |
| Белци             | 353 (43,8%) | 286 (37,4%) |
| Афроамериканци    | 436 (54,1%) | 461 (60,3%) |
| Азијати           | 0 (0,0%)    | 0 (0,0%)    |
| Хиспаноамериканци | 8 (1,0%)    | 15 (2,0%)   |
| Укупно            | 806         | 765         |